# 팬티 스타킹

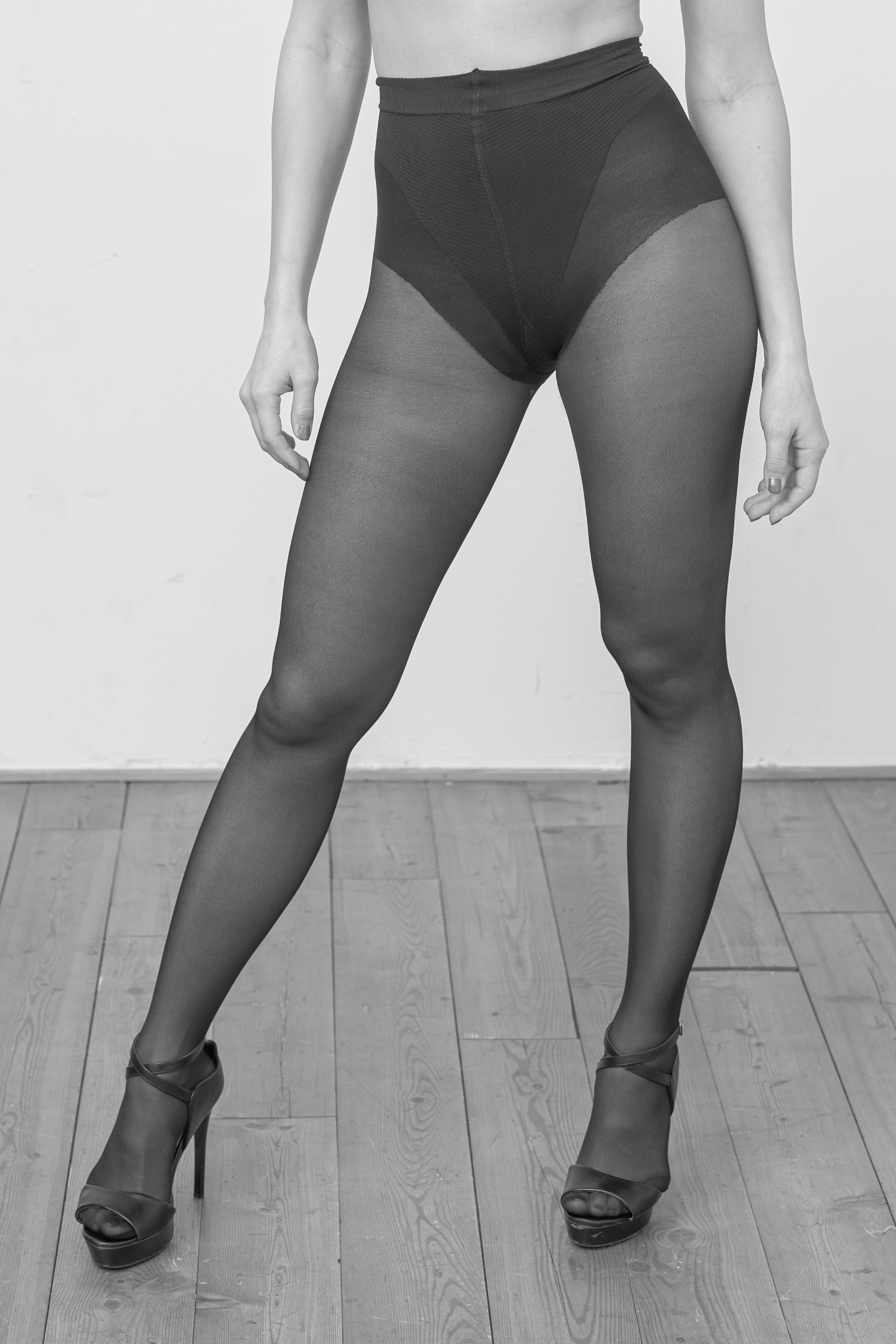

팬티 스타킹(일본어식 영어: panty stocking, 문화어: 양말바지)이라는 말은 영어 '팬티호우즈(pantyhose)'를 일본인들이 일본식으로 해석하여 창조한 '팬티스타킹(パンティストッキング)'이라는 말을 한국인들이 그대로 모방한 재플리시로서 허리부터 발까지 착 달라붙는 양말류이다. 대개 여성용 옷으로 간주되는 팬티스타킹은 1960년대에 등장하였고 스타킹의 대안으로서 좀더 편안한 느낌을 제공한다. 스타킹과 팬티가 결합된 형태를 하고 있어 하반신 전체를 감싼다. 하반신 보정에도 이용된다. 팬티 스타킹은 일본식 영어이며 북미식 영어로는 pantyhose, 유럽식 영어로는 sheer tights, sheers라고 한다. 남성용 팬티 스타킹 (Pantyhose for men)도 있으며 남성용 팬티 스타킹은 주로 겨울에 경기를 하는 NFL 미식축구 선수들이 신는다 땀습수가 잘 안되어서 축축하고 습한 느낌이있을수있다 냄새가 심하게 날수도 있다.

## 같이 보기
- 레깅스